# George Tudoran
George Tudoran là một cầu thủ bóng đá người România thi đấu ở vị trí tiền vệ trung tâm cho Pandurii Târgu Jiu.

## Sự nghiệp câu lạc bộ
Tudoran ra mắt chuyên nghiệp thi đấu cho Rapid Bucureşti vào ngày 29 tháng 8 năm 2015 trong trận đấu trước CS Balotești. Anh ghi một bàn thắng trong màn ra mắt.